# Jean-Yves Bottieau
Jean-Yves Bottieau (20  maart 1989) is een Belgische voormalig judoka. 

## Levensloop
Bottieau was tot 2008 actief in de gewichtsklasse -66kg. Vervolgens trad hij aan in de categorie -73 kg. In beide gewichtsklassen werd hij driemaal Belgisch kampioen. Daarnaast won hij de Europacup-wedstrijden te Boras (2011) en Sarajevo (2012). Daarnaast behaalde hij zilver in de Europa Cup-wedstrijden te Celje (2011) en Sarajevo (2010) en brons te Celje (2012) en Londen (2013). In 2014 behaalde hij zilver in de wereldbeker-manche te Casablanca en in 2012 werd hij vijfde in de wereldbeker-manche te Madrid. 
Bottieau is afkomstig uit Bergen. Zijn broers Joachim en Jeremy zijn ook actief in het judo.

## Palmares

### Belgisch kampioenschap
| Belgisch kampioenschap | Belgisch kampioenschap | 2005   | 2006 | 2007 | 2008 | 2009   | 2010 | 2011 | 2012   | 2013 | 2014   | 2015 | 2016  | 2017  |
| ---------------------- | ---------------------- | ------ | ---- | ---- | ---- | ------ | ---- | ---- | ------ | ---- | ------ | ---- | ----- | ----- |
| Half-lichtgewicht      | -66 kg                 | Zilver | Goud | Goud | Goud |        |      |      |        |      |        |      |       |       |
| Lichtgewicht           | -73 kg                 |        |      |      |      | Zilver | Goud | -    | Zilver | Goud | Zilver | Goud | Brons | Brons |

### Overige medailles
2005
- Belgisch kampioenschap -20 jaar (-66kg)

2010
- Europa Cup Sarajevo

2011
- Europa Cup Boras
- Europa Cup Celje

2012
- Europa Cup Celje
- 5e World Cup Madrid
- Europa Cup Sarajevo

2014
- Wereldbeker Casablanca